# Straka zlodějka
Straka zlodějka (v originále La gazza ladra) je melodrama nebo také opera semiseria o dvou jednáních Gioacchina Rossiniho. Libreto napsal Giovanni Gherardini a zakládá se na La pie voleuse od Jean-Marie-Theodor Badouin d'Aubigny a Louis-Charles Caigniez.
Gioacchino Rossini psal velmi rychle a ani Straka zlodějka nebyla výjimkou. Podle pověsti si chtěl producent před premiérou opery být jistý, že bude opravdu hotová, a proto Rossiniho zavřel v pokoji, kde měl složit předehru. Listy not pak házel oknem lidem, kteří je kopírovali a rozdali orchestru. Straka Zlodějka je velmi dobře známá právě svou předehrou s výrazným motivem bubnů.

## Historicky první uvedení
První uvedení Straky zlodějky bylo dne 31. května 1817 v La Scale v Miláně. V roce 1818 Rossini operu revidoval pro další produkci v Pesaru, v roce 1819 pro Tearo del Fondo v  Neapoli, v roce 1820 pro Teatro San Carlo tamtéž a v roce 1866 revidoval představení pro Paříž.
Poprvé byla Straka Zlodějka uvedena 10. března 1820 v Anglii, v londýnském Královském divadle. Francouzsky byla uvedena jako "La pie voleuse" v New Orleans v Théâtre d'Orléans v USA 30. prosince 1828.
V roce 1941 dílo pozměnil Riccardo Zandonai pro operu v Pesaru. V roce 1970 upravil dirigent Alberto Zedda Rossiniho originál pro uvedení ve Fondazione Rossini. V roce 2013 uvedla Bronx Opera v New Yorku anglickou verzi Straky zlodějky.

## Role
| Role                                      | Rozsah      | Obsazení premiéry z roku 31. května 1817 (Dirigent: Alessandro Rolla) |
| ----------------------------------------- | ----------- | --------------------------------------------------------------------- |
| Ninetta, Fabriziova služebná              | soprán      | Teresa Belloc-Giorgi                                                  |
| Fabrizio Vingradito, bohatý farmář        | bas         | Vincenzo Botticelli                                                   |
| Lucia, jeho žena                          | mezzosoprán | Marietta Castiglioni                                                  |
| Giannetto, jeho syn, voják                | tenor       | Savino Monelli                                                        |
| Fernando Villabella, Ninettin otec, voják | basbaryton  | Filippo Galli                                                         |
| Gottardo, starosta vesnice                | bass        | Antonio Ambrosi                                                       |
| Pippo, mladý rolník zaměstnaný u Fabrizia | kontraalt   | Teresa Gallianis                                                      |
| Giorgio, služebný starosty                | bas         | Paolo Rosignoli                                                       |
| Isacco, podomní obchodník                 | tenor       | Francesco Biscottini                                                  |
| Antonio, žalářník                         | tenor       | Francesco Biscottini                                                  |
| Ernesto, voják, přítel Fernanda           | bas         | Alessandro De Angeli                                                  |

## Synopse

### První jednání
V domě Fabrizia Vingarditiho a jeho ženy Lucie zavládla radost z náhlého návratu jejich syna Giannettiho z války. Jedna ze služebných Ninetta je zamilovaná do Giannettiho a všichni jim přejí svatbu kromě Lucie, která Ninnettu obviňuje z krádeže stříbrné lžičky. Isacco, místní podomní prodejce vejde do domu a ptá se po Ninnet, ale Pippo ho pošle pryč. Giannetto přijíždí, vejde dovnitř s Lucií, zatímco Ninetta připravuje oslavu. Jakmile odejdou, přicházi otec Ninetty, Fernando Villabella, který se také vrací z války. Nicméně dostal trest smrti za souboj se svým kapitánem a nyní je na útěku. Požádá svou dceru, aby prodala dva kusy rodinného stříbra, aby měl na výlohy spojené s dezercí. Přichází starosta, odhodlán svést Ninettu, ta tvrdí, že její otec je jen nějaký vandrák. Starostův sluha přinesl zatykač na dezertéra, Ninettina otce, ale protože si starosta zapomněl brýle na čtení, tak zatykač čte Ninett a vymyslí si popis naprosto nepodobný jejímu otci. Starosta pokračuje ve svých snahách o Ninett, kdy se Fernando, její otec, málem ve vzteku prozradí. Všichni tři odchází, straka vlétne dovnitř a ukradne jednu z Luciiných stříbrných lžiček.
Isacco opět prochází kolem a Ninetta mu prodá stříbro jejího otce, které jí svěřil. Giannetto a ostatní se vrací a Lucie se všimne, že jedna lžička chybí. Starosta okamžitě zahájí vyšetřování, které má vést k přísnému trestu krádeže v domácnosti – smrti. Lucie a starosta obviní Ninett, která v obavách upustí peníze, které dostala od Issacca. Podomní obchodník je přiveden zpět a potvrdí, že lžičku už prodal, ale jasně si vybavuje iniciály F.V., které jsou stejné pro Fabrizia i Fernanda. Šokovaná Ninett se zoufale snaží ochránit svého otce, takže nemůže vyvrátit jejich obvinění a starosta ji tedy nechá zatknout.

### Druhé jednání
Žalářník Antonio se nad Ninett slituje a předá ji zprávu od Pippa a taky dovolí Giannettiho návštěvu. Ninetta přesvědčí Giannettiho, že je nevinná. Starosta přichází a říká Ninett, že když přijme jeho radu tak bude svobodná. Na to ona odpovídá, že radši zemře. Starosta je odvolán, ale Antonio všechno slyšel a nabídl Ninett svou pomoc. Ninetta požádá Pippa, aby prodal zlatý kříž a dal peníze jejímu otci na dohodnutém tajném místě pod kaštanem. Ninett je předvedena před soud, shledána vinnou a odsouzena k smrti. Fernando vtrhne k soudu, aby zachránil svou dceru, ale je příliš pozdě a je také odveden do vězení.
Fernandův přítel z vojny, Ernesto, vrazí na scénu a hledá starostu, maje amnestii pro Ninettina otce. Pippo mu ukáže cestu a za svou námahu dostane stříbrňák, který mu ukradne straka. Straku oba pronásledují až k věži, kam uletěla.
Ninetta je odvedena k šibenici, kde pronese svou závěrečnou řeč k davu. Z věže mezitím volají Pippo a Antonio, kteří našli Luciino stříbro v hnízdě straky a rozezní zvony ve věži. Dav slyší hlasy a chce zachránit Ninett. Pippo i Antonio si myslí, že přišli pozdě. Nicméně Ninetta schází dolů z kopce, slaví se svými přáteli, ale obává se o otce. Ten se pak objeví s Ernestem a všichni kromě starosty se radují ze šťastného konce.

#### Árie
Pravděpodobně nejznámější árií je Ninettina modlitba "Deh, tu reggi in tal momento". Soprán cavatina "Di piacer mi balza il cor" a tenor cavatina "Vieni fra queste braccia" (cabaletta pro duet Artura a Elvíry od Belliniho I Puritani začíná přesně stejnými slovy) jsou dva příklady Rossiniho génia.

## Nahrávky
| Rok  | Obsazení: Ninetta, Fabrizio, Lucia, Giannetto, Fernando                                   | Dirigent, Operní dům a orchestr                                                                                                  | Label                                  |
| ---- | ----------------------------------------------------------------------------------------- | --- | -------------------------------------- |
| 1987 | Ileana Cotrubas, Carlos Feller, Nucci Condò, David Kuebler, Brent Ellis                   | Bruno Bartoletti, Gürzenich Orchester Köln and the Kölner Oper Chorus                                                            | DVD: ArtHaus Musik Cat: 102 203        |
| 1998 | Cinzia Forte, Franco Vassallo, Linda Tirendi, Simon Edwards, Natale de Carolis            | Giancarlo Andretta, Teatro la Fenice di Venezia Orchestra and Chorus Recording of a performance in Venice, 31 January)           | Audio CD: Mondo Musica Cat: MFOH 20111 |
| 2007 | Mariola Cantarero, Paolo Bordogna, Kleopatra Papatheologou, Dmitry Korchak, Alex Esposito | Lü Jia, Orchestra Haydn di Bolzano e Trento (Video recording made at performances of the Rossini Opera Festival, Pesaro, August) | DVD: Dynamic, Cat: 33567               |